# Horst Steffen
Horst Steffen (Meerbusch, 3 marzo 1969) è un allenatore di calcio ed ex calciatore tedesco, di ruolo centrocampista, tecnico del Werder Brema.

## Palmarès

### Giocatore

#### Competizioni internazionali
- Coppa Piano Karl Rappan: 4

Bayer Uerdingen: 1988, 1990, 1991, 1992

### Allenatore

#### Competizioni nazionali
- 3. Liga: 1

Elversberg: 2022-2023
- Fußball-Regionalliga: 1

Elversberg: 2021-2022